# لبارا
لبارا (انگلیسی: Lebara) شرکت مخابرات بریتانیایی است، که در سال ۲۰۰۱ تأسیس شد.